# Cesta I. triedy 67
Die Cesta I. triedy 67 (slowakisch für ‚Straße 1. Ordnung 67‘), kurz I/67, ist eine Straße 1. Ordnung in der Slowakei. Sie durchquert die traditionelle Landschaft Gemer durch das Slowakische Erzgebirge (dabei auch Slowakischer Karst und Slowakisches Paradies) und endet am Südosthang der Niederen Tatra. Auf der Trasse befindet sich nur eine Mittelstadt und zwar Rožňava.
Am 1. August 2015 wurde das Teilstück Pusté pole–polnische Grenze bei Tatranská Javorina in die verlängerte Straße 1. Ordnung 66 eingegliedert.

## Verlauf
Die I/67 beginnt am ehemaligen Grenzübergang Kráľ-Bánréve im Süden der Slowakei und beendet seinen (eigenständigen) Südast nach 15 km in Tornaľa. Nach dem gemeinsamen Verlauf mit der West-Ost-Straße I/16 durch den Slowakischen Karst beginnt sie wieder in Rožňava, bevor sie zum Städtchen Dobšiná durch das obere Slaná-Tal hinaufführt. Bei Dobšiná überquert sie den Pass Dobšinský kopec und verläuft weiter durch das Hnilec-Tal beim Slowakischen Paradies, bevor sie bei Vernár an der Kreuzung Pusté pole endet.